# 멀티플레이어 온라인 배틀 아레나

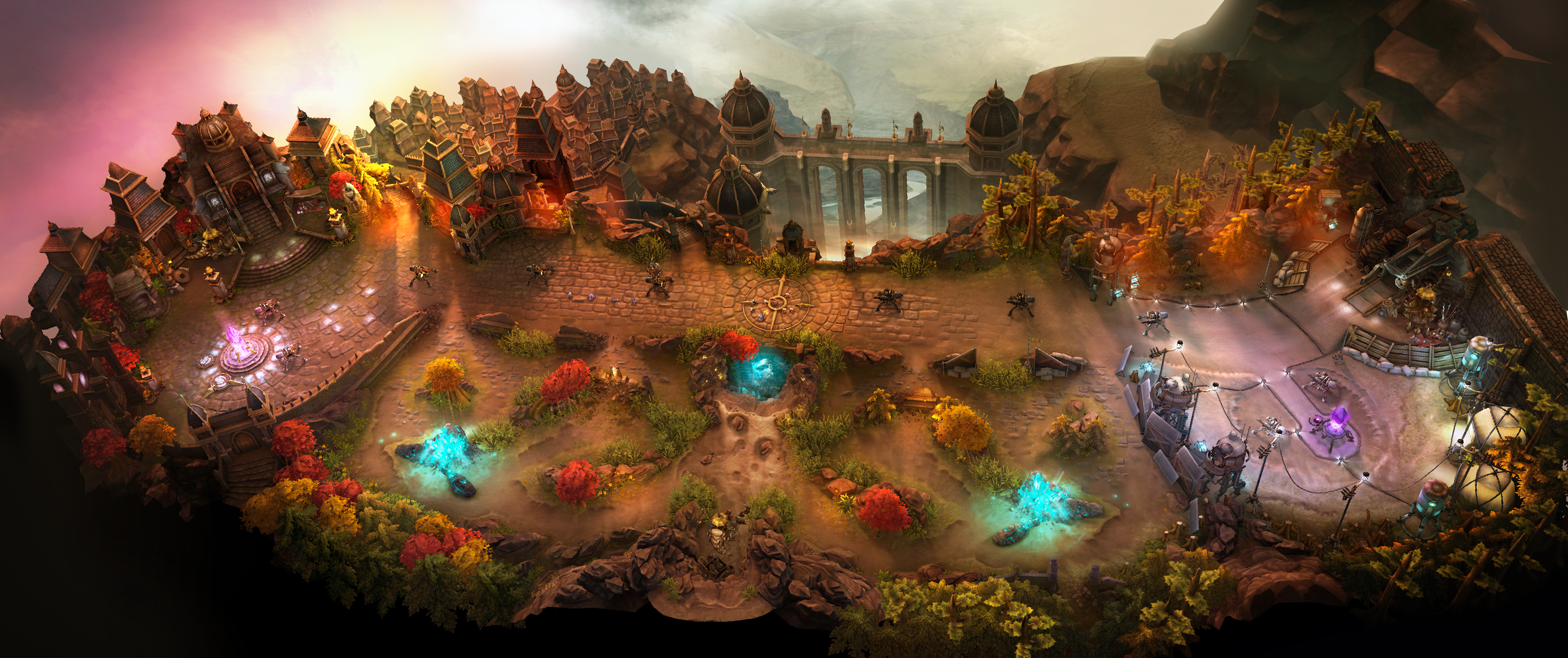

멀티플레이어 온라인 배틀 아레나(영어: Multiplayer online battle arena, MOBA), 혹은 AOS(영어: Aeon of strife, AOS)는 대전액션과 공성전 (상대방의 건물을 공략하는 게 목적인 게임장르)이 결합된 실시간 전략 게임의 부속 장르로 스타크래프트의 설정 중 하나인 끝없는 전쟁을 바탕으로 한 유즈맵 Aeon of Strife이 해당 장르의 첫 게임으로 인지되고 있으며, 워크래프트 3의 유즈맵 게임인 DotA의 유행으로 본격적인 게임 장르로서 인지되기 시작했다. 멀티플레이 온라인 배틀 아레나는 리그 오브 레전드의 개발사인 라이엇 게임즈에서 부르는 이름이며, 밸브 코퍼레이션은 이를 액션 실시간 전략 게임(영어: Action real-time strategy, ARTS)이라고 부르고 있다. 대한민국에서는 주로 AOS라고 부르고 있다.

## 게임 목록
대표적인 게임으로는 워크래프트 3의 유즈맵인 DOTA와 카오스, 스탠드 얼론 게임인 도타 2, 히어로즈 오브 더 스톰, 리그 오브 레전드,리그 오브 레전드의 모바일 버전인 리그 오브 레전드:와일드 리프트, 스마이트, 사이퍼즈, 카오스 온라인, 스타크래프트 2의 시티 오브 템페스트, SUPER EVIL MEGACORP의 베인글로리 등이 있다.